# Wölfelsgrunder Talsperre
Die Wölfelsgrunder Talsperre (polnisch Zapora na Wilczce) wurde 1906–1908 errichtet. Sie liegt im Glatzer Schneegebirge unterhalb des Wölfelfalls (Wodospad Wilczki). Oberhalb der Talsperre liegt der Höhenluftkurort Międzygórze (Wölfelsgrund), der zur Stadt- und Landgemeinde Bystrzyca Kłodzka (Habelschwerdt) im Powiat Kłodzki (Glatz) gehört.
Aufgestaut wird der Wölfelsbach (Wilczka), der vor Bystrzyca Kłodzka in die Glatzer Neiße mündet. Der Speicherraum wird in zwei Quellen unterschiedlich mit 0,91 und 1,3 Millionen m³ angegeben.
Die Talsperre hat als Absperrbauwerk eine gekrümmte Gewichtsstaumauer aus Bruchstein, die auf Gneis gegründet ist. Das Bauwerk entspricht dem Intze-Typ.
Es hat zwei Grundablässe, durch die zweimal 8,25 m³/s abfließen können. Zusätzlich hat die Mauer auf etwa halber Höhe einen Durchlass in der Mitte, durch den 55 m³/s abgelassen werden können. Die Hochwasserentlastung befindet sich als freier Überfall in der Mitte der Staumauer. 
Die Baukosten betrugen nach Kelen (1933) 0,52 Mio. Reichsmark. Erster Talsperrenwärter war bis 1938 ein Herr Blaser. Am 1. Mai 1937 folgte ihm bis zur Aussiedlung 1946 Hermann Rauhut.

## Hochwasser 2024
Bei dem Herbst-Hochwasser 2024 wurde das Bauwerk trotz Notablass überspült.